# (13690) Lesleymartin
(13690) Lesleymartin est un astéroïde de la ceinture principale.

## Description
(13690) Lesleymartin est un astéroïde de la ceinture principale. Il fut découvert le 8 septembre 1997 à Uccle par Thierry Pauwels. Il présente une orbite caractérisée par un demi-grand axe de 3,12 UA, une excentricité de 0,17 et une inclinaison de 15,6° par rapport à l'écliptique.

## Compléments